# Ashley Fuller
Ashley Fuller (sinh ngày 14 tháng 11 năm 1986 ở Bedford) là một cầu thủ bóng đá người Anh thi đấu cho Kempston Rovers tại Evo-Stik Southern League Division One South & West. Trước đó anh thi đấu cho Cambridge United ở Football League Two và Gravesend & Northfleet, Cambridge City và Kettering Town.